# Temir Sarijev
Temir Argembaevič Sarijev (kyrgyzsky Темир Агрембаевич Сариев; * 17. června 1963 Toš-Bulak, Čujská oblast) je kyrgyzstánský politik a ekonom.
Absolvoval sportovní školu ve Frunze a pak sloužil v Sovětské armádě. Od roku 1985 pracoval v kožešnické továrně v Alamüdünu. Vystudoval Kyrgyzskou národní univerzitu a stal se hlavním ekonomem podniku, byl také funkcionářem Komsomolu a Komunistické strany Sovětského svazu. Po vyhlášení nezávislosti Kyrgyzstánu vedl národní komoditní burzu a od roku 1995 byl generálním ředitelem finanční skupiny Toton. V roce 2000 byl zvolen poslancem Nejvyšší rady a působil v jejím rozpočtovém výboru. Byl členem Sociálnědemokratické strany Kyrgyzstánu, v roce 2007 založil vlastní stranu Akšumkar (Bílý sokol) a patřil k hlavním představitelům opozice proti Kurmanbeku Bakijevovi. V roce 2009 kandidoval na prezidenta Kyrgyzstánu, získal 150 000 hlasů a skončil na třetím místě. 
Po státním převratu v dubnu 2010 se stal vicepremiérem a ministrem financí. V letech 2011 až 2015 byl ministrem hospodářství a od května 2015 do dubna 2016 byl předsedou vlády. Při jeho působení ve funkci došlo ke skandálu se zmanipulovanými zakázkami pro českou společnost Liglass Trading, Sarijev pak vyzval k vyšetření případu.
V roce 2017 se opět zúčastnil prezidentských voleb, v nichž získal 43 000 hlasů a obsadil čtvrté místo. Roku 2021 byl vyšetřován v korupční kauze spojené s dolem Kumtor. Pak se stal hlavou kyrgyzské obchodní a průmyslové komory. Po nástupu do této funkce podpořil návrh poslance Eldara Abakirova na vyhlášení amnestie týkající se kauz z období privatizace.